# باولو كونا (رجل أعمال)
باولو كونا (بالبرتغالية: Paulo Guilherme Aguiar Cunha‏) هو شخصية أعمال برازيلي، ولد في 1 مارس 1940 في ريو دي جانيرو في البرازيل.